# Marauder (Fahrzeug)
Der Marauder ist ein gegen ballistische Waffen und Minen geschütztes Radfahrzeug, das von der Paramount Group in Südafrika hergestellt wird. Sein Verkauf wurde auf der 2007 International Defence Exhibition (IDEX) und Konferenz in Abu Dhabi, der größten Waffenmesse im Nahen Osten, gestartet.

## Design und Spezifikationen
Der Marauder wurde als geschütztes Aufklärungsfahrzeug und Mannschaftstransporter konzipiert. Er kann inklusive Fahrer und Kommandeur zehn Personen transportieren. Weitere Einsatzoptionen und Rüstsätze sind geschütztes Führungs- und Funkfahrzeug, Sanitätsfahrzeug, Feuerunterstützungsfahrzeug mit einem schweren Maschinengewehr und als Panzerabwehrfahrzeug mit einem Panzerabwehrlenkraketensystem.
Ursprünglich wurde er für Einsätze in urbanen, also bebauten, Gebieten konzipiert. Seine Größe und sein Gewicht sind kleiner als beim vergleichbaren, ebenfalls von der Paramount Group hergestellten Matador. Es gibt eine Ausführung in 4×4 oder 6×6-Konfiguration. Der Marauder erreicht eine Marschgeschwindigkeit von 100 bis 120 km/h und hat eine maximale Reichweite von 700 km.
Das Fahrzeug ist lufttransportfähig mit taktischen Transportflugzeugen und schweren Transporthubschraubern.
Das Fahrzeug kann verschiedene Waffen- und Schutzsysteme wie leichte und mittelschwere Maschinengewehre, automatische Granatwaffe und Nebelwurfanlage sowie Systeme zur Führung und Überwachung mitführen. Das Fahrzeug kann auch als Mörserträger ausgerüstet werden.
Der Marauder ist gegen Sprengfallen und Minen bis 8 kg TNT nach STANAG 4569 Schutzklasse 3b unter dem gesamten Fahrzeug geschützt, bis 14 kg TNT und damit höher als nach STANAG 4569 Schutzklasse 4a bei Ansprengung unter einem Rad. Der Transportraum ist gegen Ansprengung bis 50 kg IED nach STANAG 4569 geschützt. Die Panzerung kann bis auf Schutzklasse 4 auch gegen RPG-Beschuss erweitert werden.
Der Marauder ist u. a. vergleichbar mit dem deutschen ATF Dingo.

## Vorstellung in Top Gear
Im Juni 2011 wurde die zivile Version des Marauders im britischen Motormagazin Top Gear vorgestellt. Moderator und Fahrer Richard Hammond überprüfte darin dessen „Alltagstauglichkeit“ unter anderem in einem Fast-Food-Drive-through-Restaurant, durch das Fahren off-road und durch das Überrollen von geparkten Pkw (die durch das Gewicht des Marauders zerstört wurden). Der Marauder und ein Hummer H3 wurden in der Episode schließlich durch 3 kg Plastiksprengstoff unter dem hinteren Fahrzeugteil angesprengt, um die Sicherheit des Marauders als geschütztes Fahrzeug zu beweisen. Der ungepanzerte Hummer wurde durch die Explosion komplett zerstört, während der Marauder fahrbereit war und mit einem Reifendefekt weiterfahren konnte.